# Mycetophila nahuelhuapi
Mycetophila nahuelhuapi är en tvåvingeart som beskrevs av Duret 1985. Mycetophila nahuelhuapi ingår i släktet Mycetophila och familjen svampmyggor. Inga underarter finns listade i Catalogue of Life.